# رنسلیر آرپی-۲
رنسلیر آرپی-۲ (به انگلیسی: Rensselaer RP-2) یک بادپر ساختِ مؤسسه پلی‌تکنیک رنسلیر در کشور ایالات متحده آمریکا است. این بادپر برای نخستین بار در ۱۹۸۵ میلادی مورد استفاده قرار گرفت.